# Mes copines
Pour les articles homonymes, voir Girlfriend.
Pour plus de détails, voir Fiche technique et Distribution.
Mes copines est un film français réalisé par Sylvie Ayme, sorti en 2006.

## Synopsis
Manon, Djena, Aurore et Marie sont quatre copines qui rêvent de remporter le Défi danse, une compétition de hip-hop inter-écoles. Leur idée folle pour se distinguer des concurrentes : substituer la sensualité à la prouesse technique, en s'inspirant notamment des danses indiennes. Pour arriver à leurs fins, les voilà donc parties à la découverte du plaisir ! Mais elles vont comprendre que le succès passe avant tout par l'épanouissement personnel...

## Fiche technique
- Titre : Mes copines
- Réalisation : Sylvie Ayme
- Scénario :  Joanne Giger, Sylvie Ayme
- Photographie : Yves Dahan
- Montage : Sophie Reine
- Production : Christophe Cervoni, Eric Juhérian et Mathias Rubin
- Société de production : Récifilms, Axel Films et Scope Pictures
- Société de distribution : Pathé (France)
- Pays d'origine :  France
- Genre : comédie
- Durée : 90 minutes
- Dates de sortie : 
  - France : 21 juin 2006

## Distribution
- Stéphanie Sokolinski : Manon
- Djena Tsimba : Djena
- Léa Seydoux : Aurore
- Anne-Sophie Franck : Marie
- Xavier Hosten : Cédric
- Nicolas Jouxtel : le petit frère de Manon
- Patrick Braoudé : le proviseur Doisneau
- Rossy de Palma : la mère de Marie
- Serge Riaboukine : le père de Manon
- Thierry René : le père de Djena
- Jean-Michel Noirey : le père de Marie
- Sophie Frison : Leslie
- Véronique Biefnot : la mère d'Aurore
- Jean-Yves Berteloot : le père d'Aurore
- Thomas Ancora : Éric
- Philippe du Janerand : le serveur du café
- Nicolas Gob : Pierre
- Sara Martins : Shaheen
- Caroline Veyt : Juliette
- Julien Béramis : Navin
- Dominique Bettenfeld